# Руднянський потік (притока Горнаду)
Руднянський потік (словац. Rudniansky potok) — річка в Словаччині, права притока Горнаду, протікає в окрузі Списька Нова Весь.
Довжина — 7,8-9,0 км. Витік знаходиться в масиві Гнилецькі гори — на висоті приблизно 830 метрів. Впадає Маркушовський потік. Протікає територією сіл Маркушовці і Рудняни.
Впадає в Горнад на висоті близько 415 метрів.